# 七倉ダム

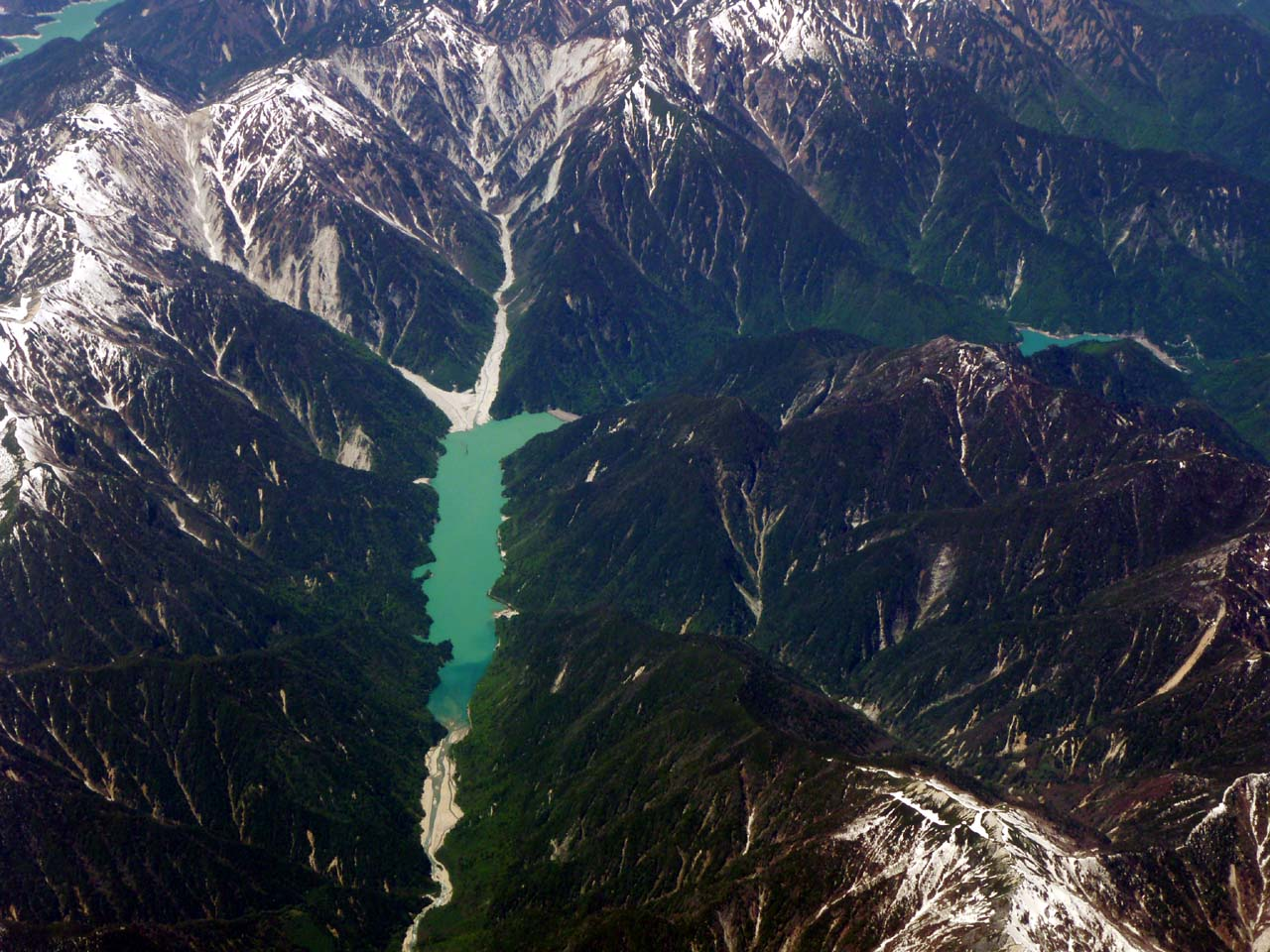
高瀬ダム湖（中央）と七倉ダム湖（右）。飛騨山脈の向こうには黒部湖が見える（左上）。

七倉ダム（ななくらダム）は、長野県大町市平高瀬入地先、信濃川水系犀川左支高瀬川に建設された発電専用のダムである。管理者は、東京電力リニューアブルパワー。

## 概要
七倉ダムは、すぐ上流に建設された高瀬ダムと同じ中央土質遮水壁型ロックフィルダム。
高瀬ダムが高さ日本第2位であるため目立ちにくいが、七倉ダムも高さ125.0mとロックフィルダムの中では日本有数の高さである。
七倉ダムは東京電力リニューアブルパワーの揚水発電所、新高瀬川発電所（しんたかせがわはつでんしょ）の下池を形成する。また、同社の水力発電所、中の沢発電所（なかのさわはつでんしょ）では、七倉ダムに貯められた水で下流に建設された大町ダム（国土交通省北陸地方整備局）の龍神湖を逆調整池とした効率的な発電運用を行っている。

## 沿革
1969年（昭和44年）、東京電力は高瀬川に大規模な水力発電所を計画、最大出力1,280,000kWという日本最大級の揚水発電所・新高瀬川発電所の建設に着手した。
この中で七倉ダムは下池として、上池である高瀬ダムと共に建設が開始され、高瀬ダムより1年早く1978年（昭和53年）に完成している。

## アクセス
上流側の七倉山荘までが、信濃大町駅からタクシーで30分、約6400円なので、これよりいくらか低料金と短い所要時間で訪問できる。

## 観光
高瀬川には高瀬ダム・七倉ダム・大町ダムと、高さ100m級のダムが連続して建設されており、秋には湖面に映える紅葉が美しい。
下流側より見上げる七倉ダムはさながら巨大な岩山であり、高さ125.0mの堤体は見るものを圧倒する。

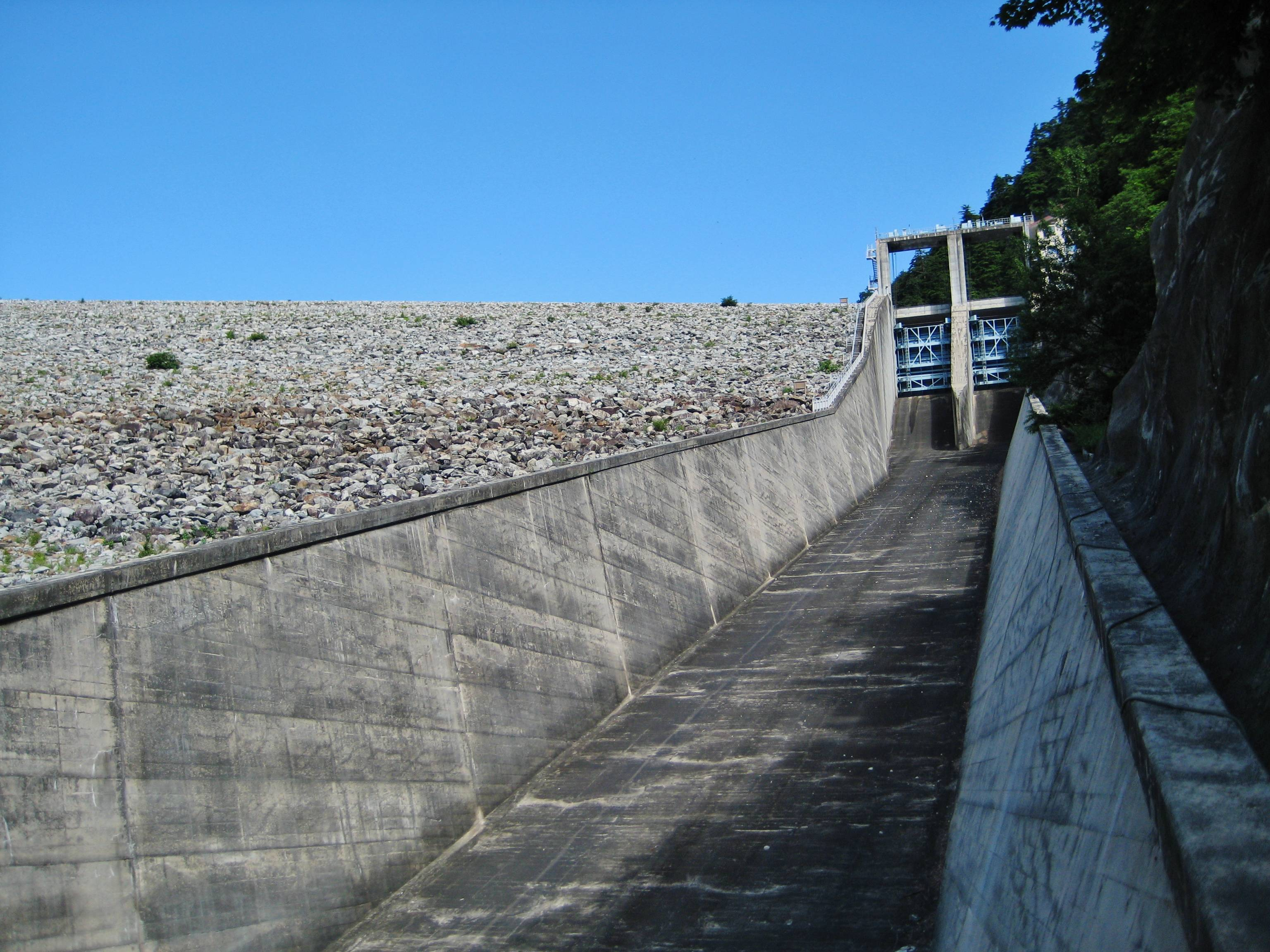
洪水吐
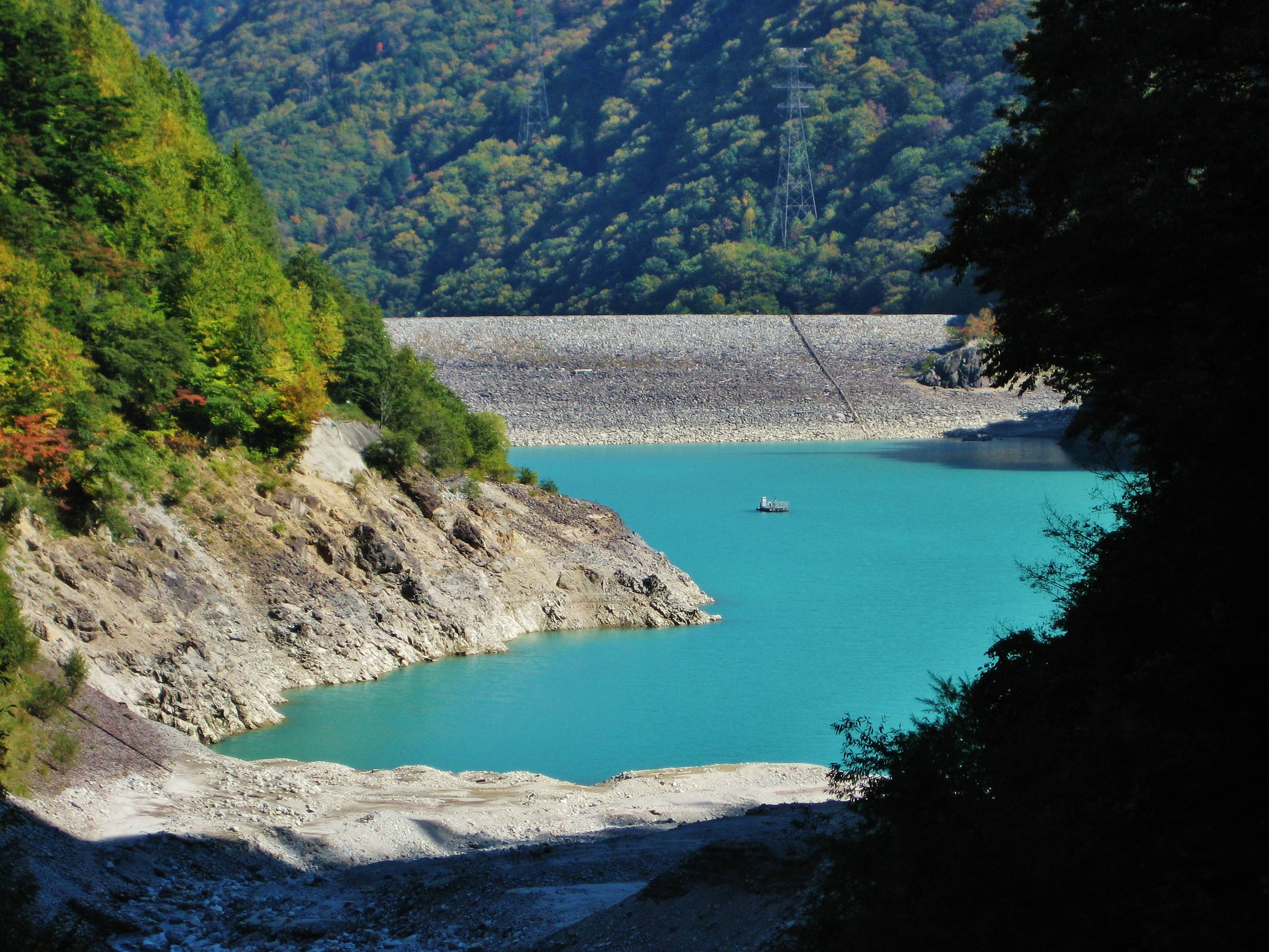
七倉ダム湖
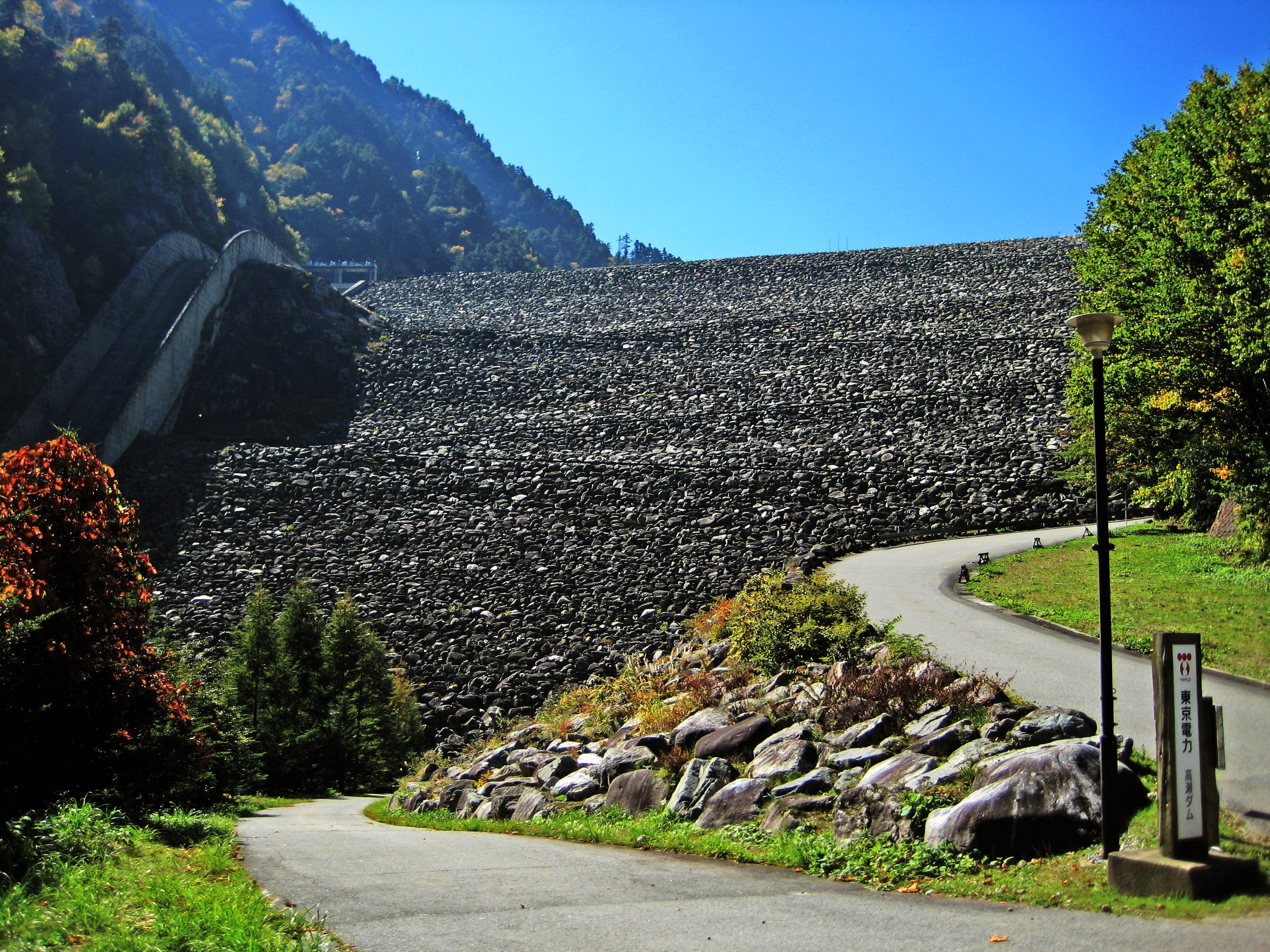
高瀬ダム
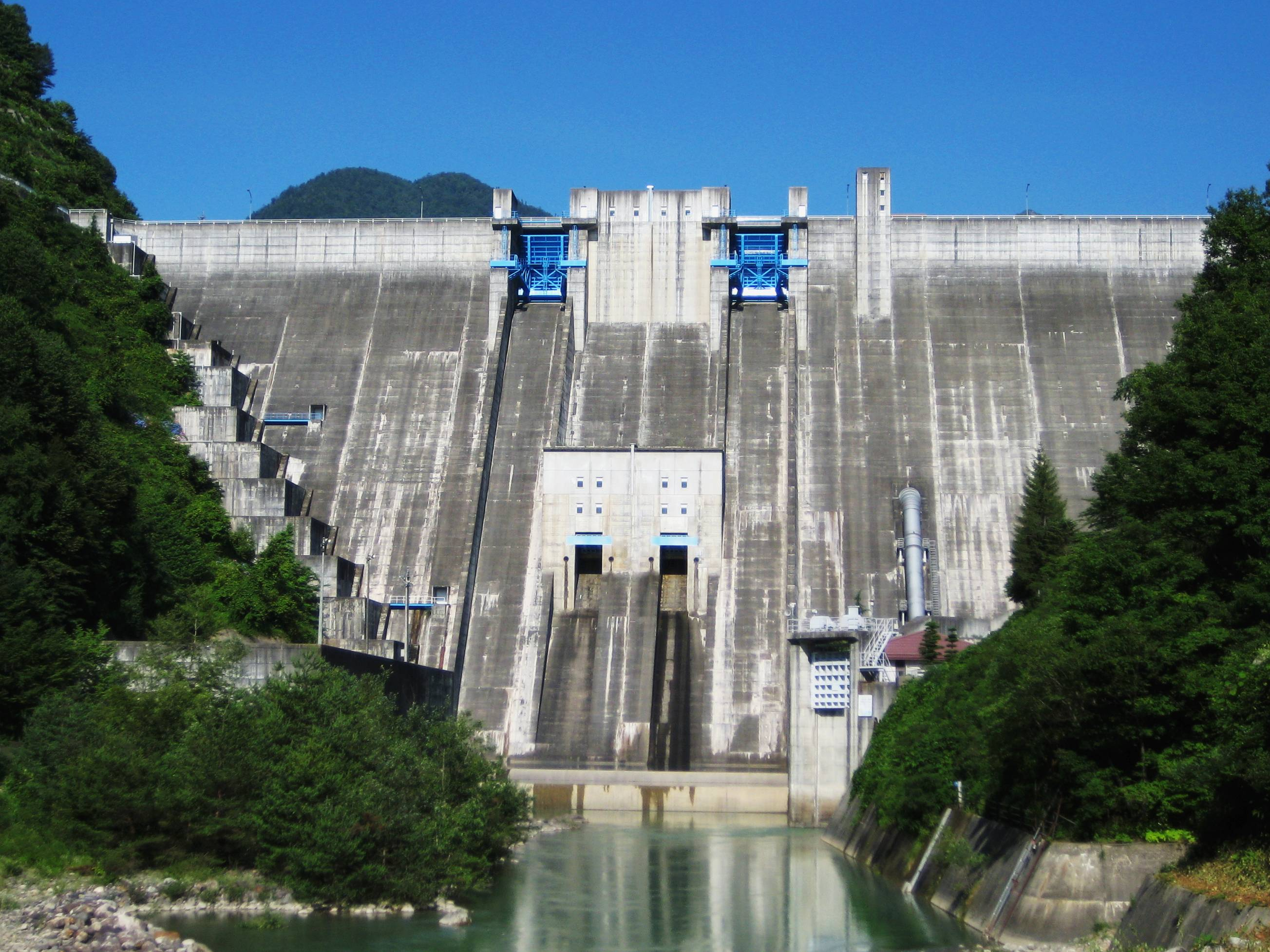
大町ダム